# درنگ (ترانه کرنبریز)
«درنگ» (به انگلیسی: Linger) ترانه‌ای از گروهٔ موسیقی آلترناتیو راک ایرلندی کرنبریز می‌باشد که در نخستین آلبوم استودیویی آن‌ها تحت عنوان هرکس دیگری آن را انجام می‌دهد، پس چرا ما نه؟ (۱۹۹۳) قرار دارد. این ترانه که توسط دلارس اریوردن و نوئل هوگان از اعضای گروه نوشته شده و توسط استیون استریت تولید گردیده‌است ابتدا در ۱۵ فوریهٔ سال ۱۹۹۳ به‌عنوان دومین و آخرین تک‌آهنگ آلبوم از سوی آیلند رکوردز منتشر گردید و سپس در ۳۱ ژانویهٔ سال ۱۹۹۴ مجدداً منتشر گردید.

## پس‌زمینه
هنگامی که دلارس اریوردن به‌عنوان خوانندهٔ اصلی گروه آزمون داد، اشعار را نوشت آن را به قطعه‌ای از پشیمانی تبدیل کرد که الهام گرفته از تجربه‌ای با یک سرباز ۱۷ ساله بود که زمانی عاشقش شده بود. درامر فرگال لالر طی یک مصاحبه به یادآوری روند کار پرداخت و گفت:
عصر یکشنبه بود. با یه کیبورد زیر بغلش اومد، راهش انداخت و چندتا آهنگ زد. صداش به‌درستی قابل شنیدن نبود، چون داشت از آمپلی‌فایر گیتار یا همچین چیزی برای خوندن استفاده می‌کرد. تا ایستگاه اتوبوس رسوندمش و بهش گفتم : «هفته‌ی بعد می‌بینیمت؟»  یه نوار کاست از موسیقی آهنگ «درنگ» بهش دادیم که با خودش برد. هفتهٔ بعد دوباره برگشت و شعرهایی نوشته بود و ملودی‌هاش رو آماده کرده بود و با چیزی که ما می‌زدیم می‌خوند و ما اینطوری بودیم که «وای خدای من. اون فوق‌العادست».
اریوردن در مستند زندگی عاشقانه و راک اند رول ۹۹ می‌گوید که این اثر دربارهٔ نخستین بوسهٔ جدی اوست.
«درنگ» از آن زمان به یکی از شناخته‌شده‌ترین ترانه‌های گروه تبدیل شده است، هرچند اریوردن اشاره کرد که گروه اصلاً انتظار نداشت این ترانه به چنین سطحی از موفقیت تجاری دست یابد. اریوردن در یک مصاحبه در سال ۲۰۱۲ اظهار کرد: «یادمه وقتی ام‌تی‌وی اولین بار «درنگ» رو همش پخش می‌کرد، هر وقت وارد یه رستوران یا لابی هتل می‌شدم، این حس به من دست می‌داد که «ای خدا من باز شروع شد». این حس خیلی trippy بود مثل نردبان یعقوب. جوری که اصلاً لازم نبود مواد مصرف کنم.
گیتاریست نوئل هوگان طی یک مصاحبه با ان‌ام‌ئی نظرش را دربارهٔ این ترانه این‌طور بیان کرد:
تنها از وقتی که دلارس دیگه از دنیا رفت، تونستم به درستی به ارزش واقعی آهنگ‌هایی مثل «درنگ» و «رؤیاها» پی ببرم. این ترانه‌ها برای ما فقط جزو فهرست اجرا بودند؛ ولی بقیهٔ مردم دیوانه‌وار از شنیدنشون هیجان زده بودن. حالا که بهشون گوش می‌کنم، متوجه می‌شم چقدر برای کسی توی اون سن و سال عالین، یعنی چیزی که هیچ وقت تا یک سال پیش درک نکرده بودم. ما این آهنگ رو بی‌شمار بار توی زندگیمون اجرا کردیم و تبدیل به قسمتی از برنامه شده بود، ولی الان فرق می‌کنه. ما خیلی خوش‌شانسیم تونستیم اون رو بذاریم پشت سر و همچین میراثی از خودمون به جا بذاریم.